# 曜変天目茶碗

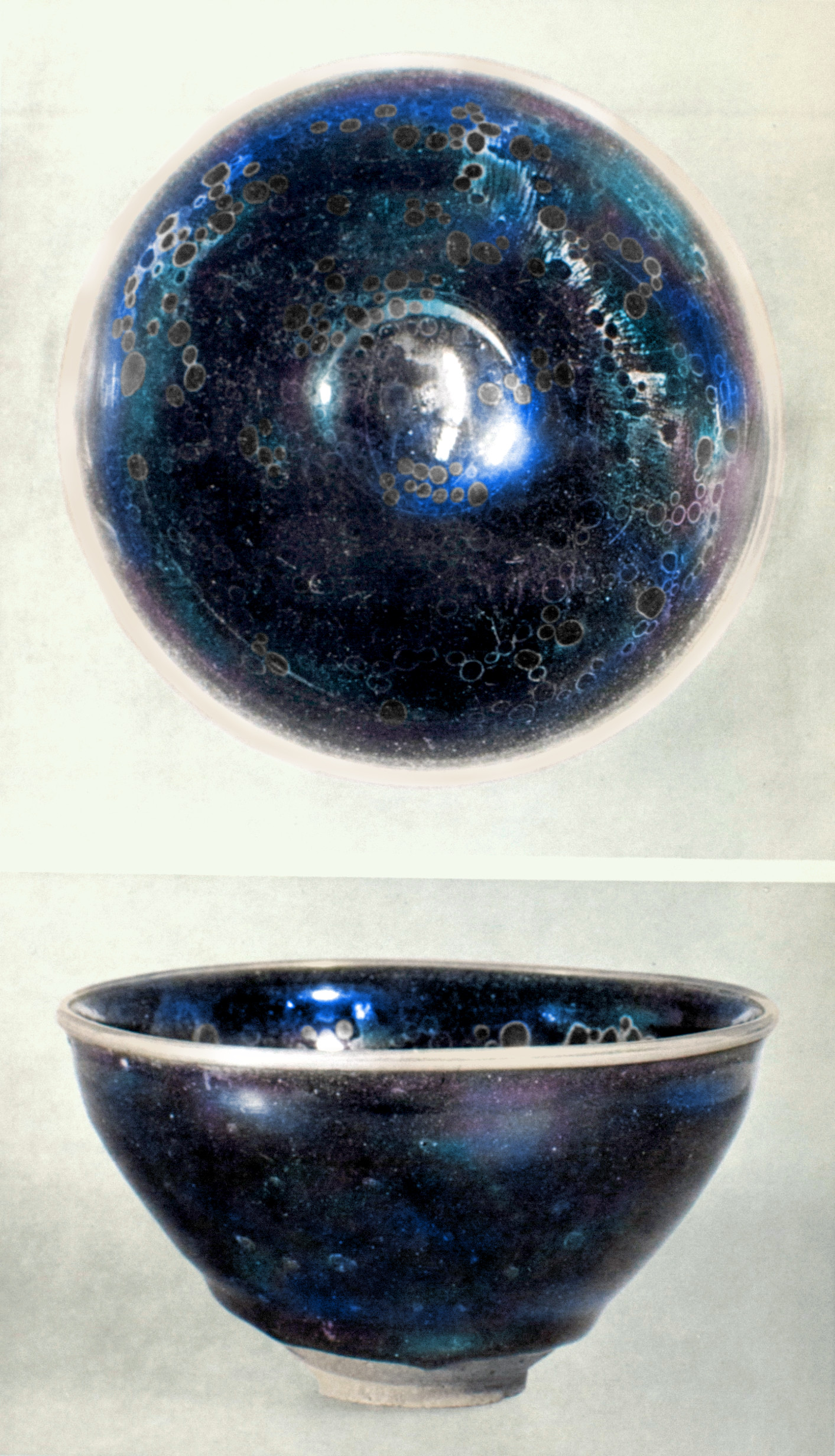
藤田美術館所蔵の曜変天目茶碗

曜変天目茶碗（ようへんてんもくちゃわん）は、天目茶碗のうち、最上級とされるもの。曜変天目と略称され、「曜変」は「耀変」と書かれることもある。
焼き上げる過程で黒釉が変化して斑紋が生じているのが特色。南宋時代に作られたと推定されているが、真作と認められ、かつ完品の個体は日本に所在する三碗のみであり、全て国宝に指定されている。

## 概要
漆黒の器で内側には星のようにもみえる大小の斑文が散らばり、斑文の周囲は暈状の青色や青紫色で、角度によって玉虫色に光彩が輝き移動する。「器の中に宇宙が見える」とも評される。曜変天目茶碗は、現在の中国福建省南平市建陽区にあった建窯で作られたとされる。現存するものは世界でわずか3点（または4点、後述）しかなく、その全てが日本にあり、3点が国宝、1点が重要文化財に指定されている。いずれも南宋時代の作とされるが、作者は不詳である。日本では室町時代から唐物の天目茶碗の最高峰として位置付けられている。
この紋様が意図的に作り出されたものか、偶然によるものかは議論が分かれている。「曜変」とは「天目」という言葉と同じく日本で作られた言葉で、中国の文献には出てこない。南宋時代の作品だが、日本で曜変という言葉が使われた最も古い文献は室町時代の『能阿相伝集』であり、次の使用例は『君台観左右帳記』である
12-13世紀中国で飲茶が盛んな時期に、黒色の黒釉茶碗の生産地は中国福建省にあり、その中で建窯の黒釉茶碗の生産は、北宋中期に始まり、末期には名品として確立し、南宋時代に入ると大規模な生産が行われ絶頂期は西暦1200年頃だが日本にも輸入された。しかし、明代初期からの飲茶法の変化で、14世紀前半には、建窯の生産が絶え、程なくして福建省の天目窯の黒釉茶碗も終息した。しかし、天目茶碗の生産の終了後に日本の茶の湯は盛んとなり、黒釉茶碗が国産窯で焼かれた。南宋のある時期、建窯で数えるほどわずかな曜変天目茶碗が焼かれ、それから二度と焼かれることはなく、なぜ日本にのみ現存するのか、焼かれた中国では欠けている完全でない状態の陶片は杭州にて出土品として発見されているが、なぜ伝来品としては残っていないのかは、大きな謎として残っている。
「中国では曜変天目は不吉の前兆として忌み嫌われ、すぐに破棄されたために現存せず、わずかに破壊の手を逃れたものが密かに日本に伝来した」とする説も唱えられたが、後述の中国での陶片の出土状況から南宋時代の最上層の人々に曜変天目が使われていたことが示唆されている。

## 曜変と呼ばれる条件
曜変とは、建盞（けんさん、前述の建窯で焼かれた茶碗）の見込み、すなわち内側の黒い釉薬の上に大小の星と呼ばれる斑点（結晶体）が群れをなして浮かび、その周囲に暈天のように、瑠璃色あるいは虹色の光彩が取り巻いているものを言う。この茶碗の内側に光を当てるとその角度によって変化自在、七色の虹の輝きとなって跳ね返ってくる。これが曜変天目茶碗にそなわっていなければならない不可欠の条件である。
本来、「曜変」は「窯変（容変）」と表記され、陶磁器を焼く際の予期しない色の変化を指すが、その星のような紋様・美しさから、「星の瞬き」「輝き」を意味する「曜（耀）」の字が当てられるようになった。このような紋様が現れる理由は、未だに完全には解明されていない。
茶人の高橋箒庵は茶道具の名品集『大正名器鑑』を編修して、その中に6点の曜変天目茶碗をあげているが、本来油滴に分類されるべきものも含まれており、前記の条件に厳格に当てはまるのは後述する国宝に指定されている3点のみである。これは完存する曜変天目が3点という意味で、曜変天目の陶片は他にも存在する（杭州出土の陶片参照）。

## 現存する曜変天目茶碗

### 国宝
曜変天目の条件を厳密に満たすもので、完存するのは、以下の国宝指定された3椀のみとされる。

#### 静嘉堂文庫蔵

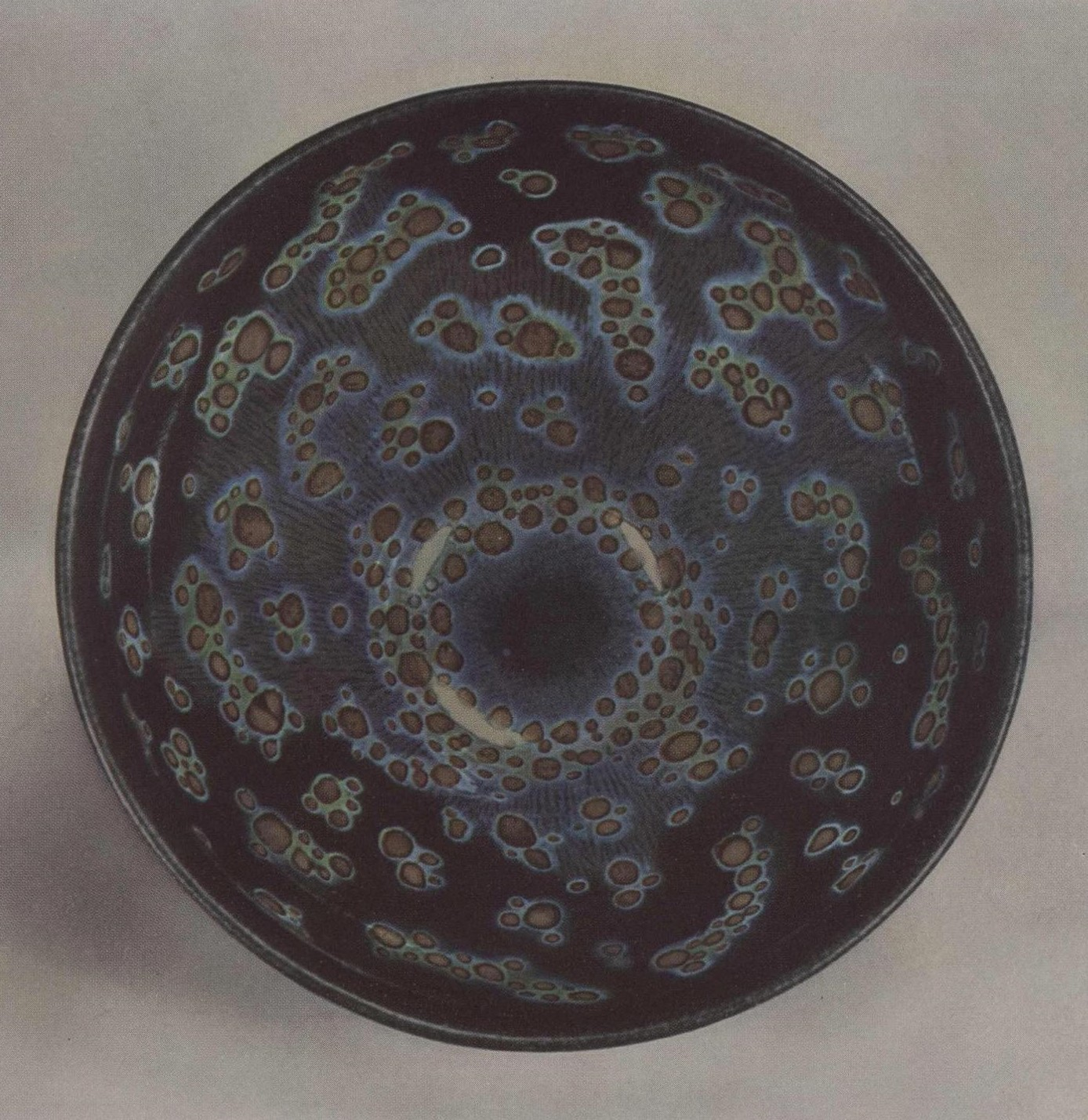
静嘉堂文庫美術館所蔵の「稲葉天目」。

「稲葉天目」の通称で知られ、現存する曜変天目茶碗の中でも、斑紋が最もはっきりと現れた最高の品とされる。1951年6月9日に国宝指定。
元は徳川将軍家所蔵の「柳営御物」の一つで、その中でも最高級の品であった。それ以前の来歴は不明だが、『君台観左右帳記』に本品と特徴が類似する曜変天目茶碗についての記述がある。寛永20年（1643年）、江戸幕府第3代将軍徳川家光の乳母春日局が病臥した際、かつて幼少の家光の疱瘡平癒を願って「薬断ち」をした事から治療を断ったため、身を案じた家光により薬と共に下賜され、将軍自らこの碗で服薬させたという逸話が伝わる。その後、春日局の子孫である淀藩主稲葉家に代々伝わったため、「稲葉天目」と呼ばれるようになった。1918年（大正7年）に三井財閥の小野哲郎（夫人の煕子は稲葉家子爵稲葉正縄の娘）に売却され、1934年（昭和11年）に三菱財閥第4代総帥の男爵岩崎小弥太が購入したが、彼は「天下の名器を私如きが使うべきでない」として、茶碗としては生涯使うことはなかったという。結局岩崎家で使用されたのは、小弥太の三回忌の際、未亡人の孝子が仏前で茶を点てるのに用いた一回きりであった。現在は静嘉堂文庫が所蔵し、同文庫が東京丸の内に開設した「静嘉堂文庫美術館（静嘉堂@丸の内）」にて展示されているが、常設ではなく、特別展示として時折公開される。なお、三菱一号館内「三菱センターデジタルギャラリー」では、デジタルコンテンツとして常時閲覧することができる。
大きさ
- 高さ：6.8cm[1]
- 口径：12.0cm[1]
- 高台径：3.8cm[11]

#### 藤田美術館蔵

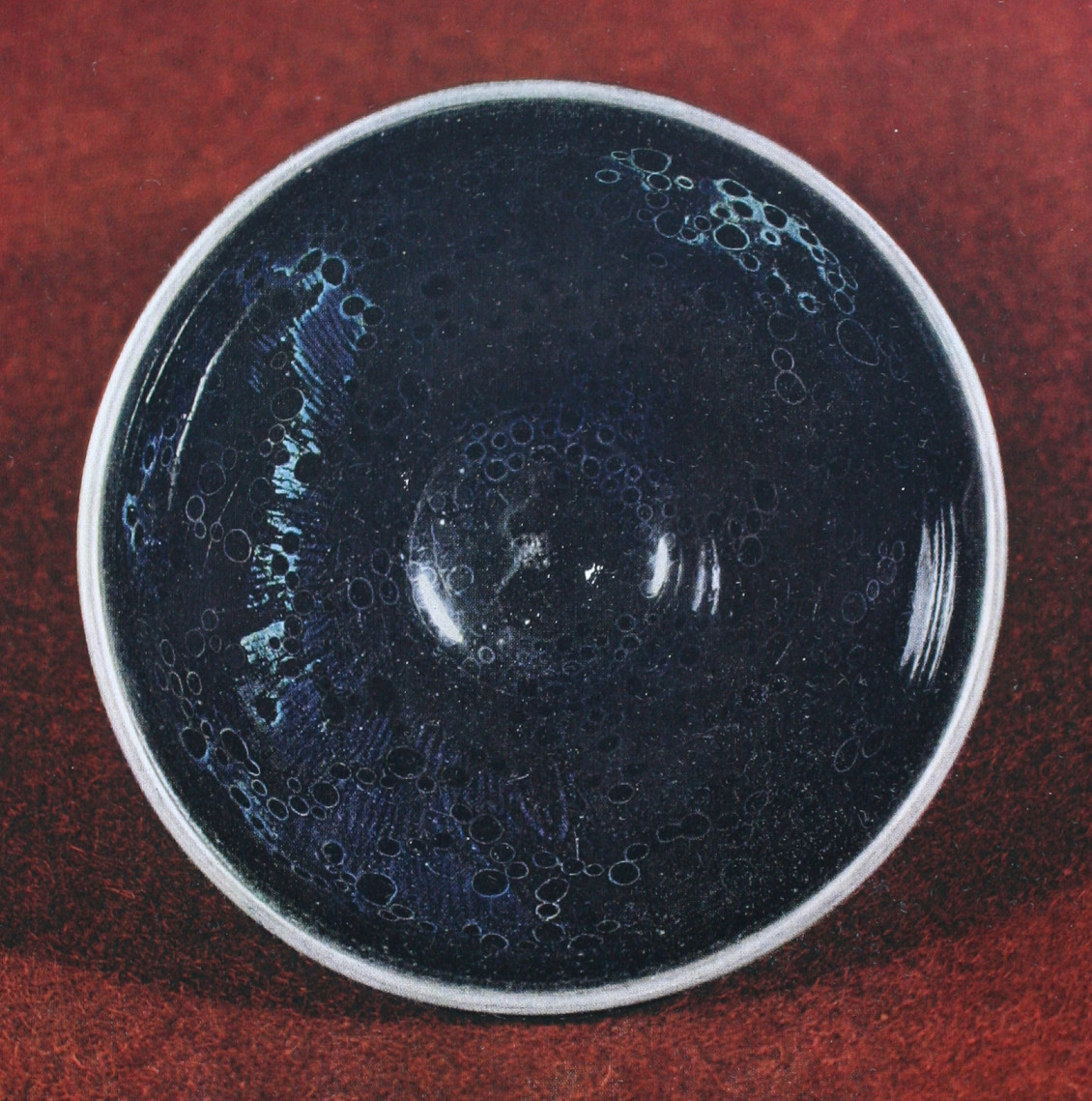
藤田美術館所蔵の曜変天目茶碗

徳川家康より水戸徳川家に伝えられたもので、曜変の斑紋が外側にも現れている。1918年に藤田財閥の男爵藤田平太郎が入手し、現在は藤田美術館所蔵。1953年11月14日国宝指定。
大きさ
- 高さ：6.8cm
- 口径：13.6cm
- 高台径：3.6cm[14]

#### 龍光院蔵

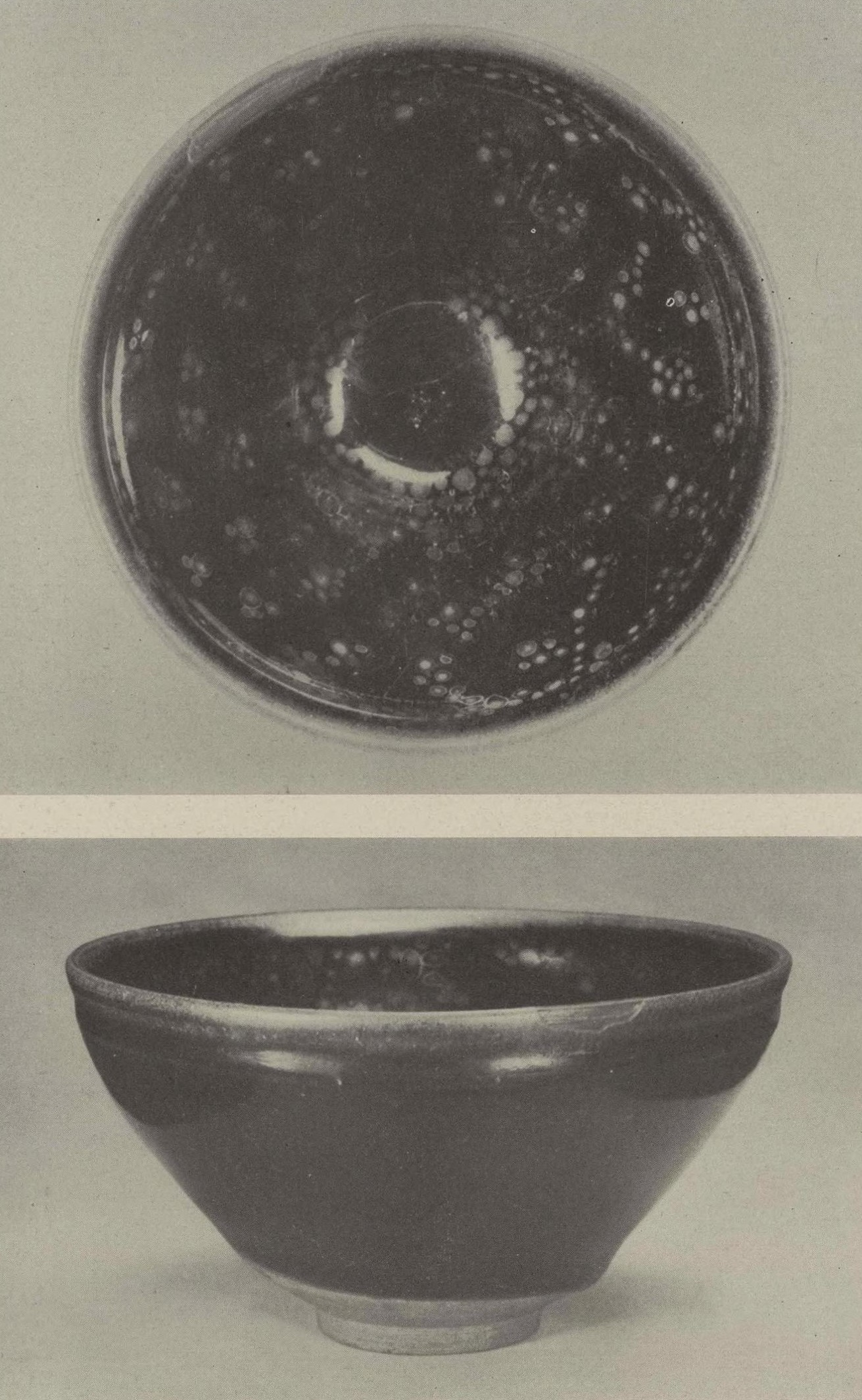
龍光院所蔵の曜変天目茶碗

筑前黒田家の菩提寺である大徳寺の塔頭龍光院に、初世住侍江月宗玩以来伝わったもの。元は宗玩の父であった堺の豪商津田宗及が所持していたとされるが、詳細は不明。建立開基した黒田長政が筑前博多の豪商島井宗室（博多三傑の一人）の縁で、この院に帰したという説もある。現存する三椀のうち最も地味なものであるが、幽玄の趣を持つとされて評価が高い。非公開であり、特別展に出展された回数も数えるほどしかない。1951年6月9日国宝指定。
大きさ
- 高さ：6.6cm
- 口径：12.1cm
- 高台径：3.8cm[16]

### 重要文化財

#### MIHO MUSEUM蔵

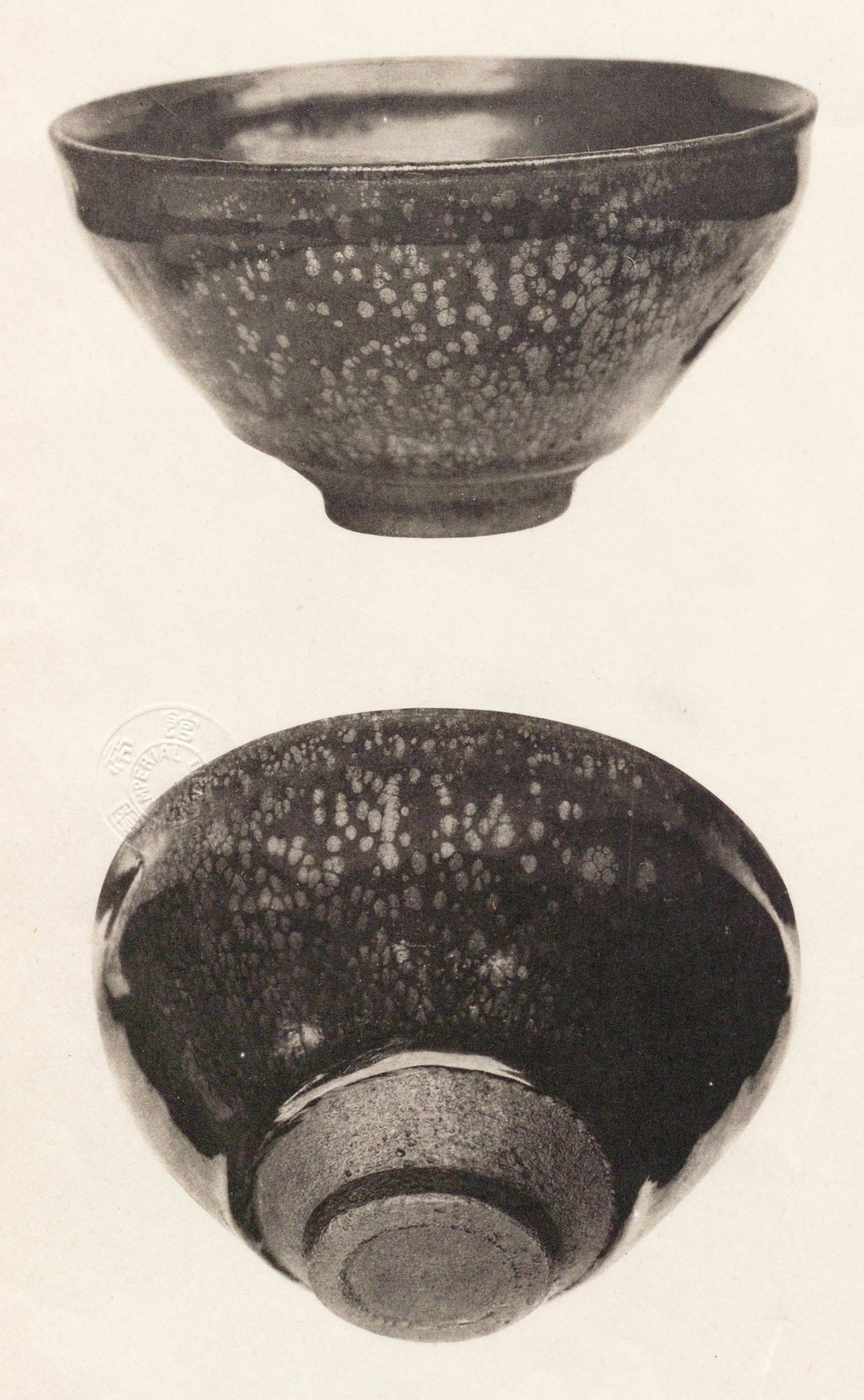
MIHO MUSEUM所蔵の曜変天目茶碗

加賀藩主前田家に伝えられたもの。大佛次郎旧蔵で、現在はMIHO MUSEUM所蔵。1953年11月14日重要文化財指定。
国宝3点とは異なり、曜変は内面の一部に限られ、これを曜変天目茶碗と呼ぶかどうかは議論がある。
大きさ
- 高さ：7.1cm
- 口径：12.4cm
- 高台径：3.9cm[18]

## 失われた曜変天目茶碗
現在、世界で3点（または4点）しか現存しない曜変天目茶碗だが、『君台観左右帳記』によれば、かつて日本にもう1碗あった。室町幕府第8代将軍で、東山文化の中心的存在であった足利義政から織田信長へと、時の最高権力者に所有された天下第一の名碗であったが、信長がこれを愛用し、最後の茶会にも用いたため本能寺の変で他の多くの名物と共に焼失してしまった。

## 杭州出土の陶片
曜変天目は生産地の中国においては文献上の記述もなく、現物はおろか、陶片ですら見つかっていない状態であったが、2012年5月に中国浙江省杭州市の杭州南宋官窯博物館館長、鄧禾穎が発表した論文において、2009年末に杭州市内の工事現場から曜変天目の陶片が発見されていたことが正式に報告された。出土した陶片は全体の3分の2ほどが残っていた。現在は古越会館所蔵。杭州市は南宋の都・臨安（現在の浙江省杭州市）で、出土場所は皇城の北門付近で、南宋時期には官庁街で主要な官衙が集まっていて、ここは、宮廷の国使節を宿泊させ、もてなす迎賓館のような所である。この時に、宮廷用に献上されたことをうかがわせる言葉が刻まれた陶磁器も一緒に発見された。多くの陶片が同時に出土し、越窯、建窯、定窯、吉州窯、汝窯、鞏義窯、高麗青磁があり、中でも越窯白磁が数量的には多く、これらの釉上や釉下には、「御厨」「殿」「貴妃」「苑」「後苑」「尚薬局」等の刻銘があるものが多く、これらの出土品が南宋宮廷の上層使用のものだと推定できる。
視認での状態
- 出土した曜変天目茶碗片復元品は、一部が欠損しているが、高台はほぼ残存し、茶碗の形も視取れる状態である。曜変の眼目の斑紋は鮮やかで、静嘉堂文庫美術館所蔵と並ぶ程の、光彩が観られる。胎土は建窯特有の真黒で、伝世品と同様に、高台が極めて丁寧に削り出されていると判断できる[20]。

大きさ
- 高さ：6.8cm
- 口径：12.5cm
- 底径：4.2cm

## 「曜変」であるとされたことのある天目茶碗

### 大正名器鑑
大正から昭和にかけて刊行された茶道具書籍『大正名器鑑』で著者の高橋箒庵は当時「曜変」とされていた6点を挙げている。
- 曜変 大名物 横浜 小野哲郎（現・国宝、静嘉堂文庫蔵）
- 曜変 大名物 男爵 藤田平太郎（現・国宝、藤田美術館蔵）
- 曜変 大名物 京都 龍光院（現・国宝、龍光院蔵）
- 曜変 大名物 侯爵 徳川義親（尾州徳川家所蔵油屋所持曜変天目）
- 曜変 ＿＿＿ 伯爵 酒井忠正
- 曜変 ＿＿＿ 侯爵 前田利為

高橋箒庵はこの6点を一つ一つ解説しながら、徳川家と酒井家と前田家の天目については「稲葉家若くは水戸家のとは相違せり」、「大体油滴手なれども、内側に小星紋あるに依りて、曜変の部類に加えられたる者なるべし」、「油滴に非ずやと思はれしが（中略）曜変にも亦此種類ある事を会得せり」などの感想を実見記の欄に記している。

### 「曜変」の箱書付のある天目茶碗
「曜変」との箱書き付けとともに伝えられたものが何点かある。
例
- 根津美術館所蔵の加賀前田家伝来の天目茶碗（重要美術品）には小堀遠州の手によるとされる「曜変」との箱書き付けがある[22]。

### テレビ番組に登場した「曜変天目」
2016年12月20日放送のテレビ番組『開運!なんでも鑑定団』（テレビ東京系列）において、出品された天目茶碗を中島誠之助が「曜変天目茶碗」「4点目」と鑑定し、その価値を2500万円と評価した。しかしその後、9代目長江惣吉（後述）などの専門家からこの鑑定結果を否定する声が挙がり、後に中国の陶芸家・李欣紅が「自らがお土産品として約2年間で大量に作り、100元 - 200元（当時で1500円 - 3000円）ほどで販売したもの」と証言した。

## 日本国内復元の試み
1953年に発表された小山富士夫と山崎一雄による論文「曜変天目の研究」において、ミシガン大学教授のJ.Mプラマーが1935年に建窯窯址から採取した曜変天目の陶片ではないが光彩の生じた陶片の、釉の定量分析と観察により、
- 光彩発生の原因であると見られていた、釉中に鉛やタングステンは含んでいない。
- 斑点は、斑点の周囲の釉が失透結晶していること、斑点の周囲に青紫色の光彩があることから、人工的につけられたとは考えにくい。
- 光彩が斑点の周囲に多く、斑点生成と関係があり、薬品で釉を人工的に腐食させた人工的腐食を行ったとは考えにくい。

また、龍光院の曜変天目の観察により、
- 青紫色の光彩は釉上の薄膜によって生じた光の干渉による色である。
  - 斑点をとりまく青紫色の光彩は、見る方向により色を変えずに光彩の場所が移動する。この光彩の原因は釉上の薄膜によって生じた光の干渉で、“干渉色”と考える。これは、釉の表面に屈折率の異なる極めて薄い物質が存在し、この膜の表面で反射する光と、膜を通過して釉の表面で反射する光との干渉によって生じた色である。薄膜の屈折率を1.5と仮定すると、青紫色の光彩の生じる膜の厚さは、1万分の1ミリ（0.1ミクロンメートル）程度となる。

とする分析結果を明らかにして以降、多くの陶芸家がその復元を試みてきたが、焼成のメカニズムの完全な解明や、実物と同様の光彩や斑紋を持つ茶碗の再現は実現していなかった。
従来の薄膜干渉では説明できない部分もあり、2023年の理化学研究所による検証では釉薬によって形成された2次元の皺構造による回折光と推測されたが、研究者が適切な光源で測定することができないため推定となっている。
- 2002年、岐阜県土岐市の陶芸家林恭助が、一度黒い茶碗を焼いた上で技巧的な塗工をして、二度焼きをするという手法を用いて曜変天目に近づいた作品を発表した[38]。
- 2012年10月、愛知県瀬戸市の陶芸家である9代目長江惣吉が、中国江西省景徳鎮市で開かれた国際シンポジウムにおいて曜変天目の焼成方法に関する発表を行った。建窯の周辺で産出される蛍石を窯に投入する方法で、蛍石の化学変化により発生するフッ素ガスによる釉面の腐食により光彩が現れるというもの[9]。
  - 2016年、杭州出土の陶片の化学分析調査を日本側が申し入れ、研究者チーム、出川哲朗、小林仁、中井泉・東京理科大学教授（分析化学、理学博士）、福嶋喜章（ナノ科学研究、工学博士）、藤田清・大阪藤田美術館館長、長江惣吉が訪中したが一歩手前で断られ、交渉の末に、視認調査のみとなった。それで断面の状態から、焼成温度はこれまでの定説では1250度程度だったが、1300 - 1350度だと判明[39]。陶片の断面から、黒の器素地上に1ミリメートル程度の黒釉層があり、その最表層に曜変が出現していて、「曜変」は釉薬の表面だけの現象であると判明した[6]。
  - 2016年、杭州調査をきっかけに藤田美術館長が文化庁と交渉し、藤田美術館所蔵品の曜変天目の、蛍光X線による化学分析が実施され、一部で主導されていた鉛等の重金属により模様や光彩が生成されたとする説が否定される分析結果が得られた[40]。また、酸性ガスによる光彩の生成の可能性を示す物質として微量の塩素が検出された[39]。
- 2019年、京都市の京焼・清水焼の窯元「陶葊（とうあん）」4代目土渕善亜貴が2018年に、特殊な土や釉薬ではなく、窯の中の微妙な環境の違いで酸欠状態の不完全燃焼が曜変の模様を生み出すと考え、まず専用の窯を温度が管理し易いガスと電気の併用で3回作り直して挑戦。鉛を使わない建窯の釉薬をベースに、焼成温度は1320度前後で、酸欠状態への時機や酸素量を調整し2年で、3000 - 4000通りの釉薬の調合や焼き方を試し、焼き続け、光彩が出て徐々に曜変天目に近づいた。これで2019年8月第41回京焼・清水焼展で最高賞・経産大臣賞受賞。2019年11月温度を上げるタイミングが20分遅れたが、茶碗の内側に無数の斑紋が浮かび、今まで一番曜変天目に近づいた。国宝と同じ直径約12センチメートルで、条件は微妙に違い、曜変天目は100個中1、2個となるが定量的に製造できるようになった[41][42]。